# Carril (Villagarcía de Arosa)
Santiago de Carril, conocida simplemente como Carril, es una parroquia gallega del municipio pontevedrés de Villagarcía de Arosa, en España.

## Historia
Carril se fundó en aproximadamente 1500 como villa, en 1512 ya tenía puerto. Carril fue uno de los puertos más importantes de Galicia hacia 1750. Ya en 1814 fue autorizado para embarque y desembarque con América. Era una villa importante, tenía hospital y escuela náutica.
Jerónimo del Hoyo dijo en 1607:

Esta villa del Carril se comenzó a fundar habrá poco más de cien años. Fundáronla algunos vecinos de Padrón que venían a pescar junto dó está fundada.

Carril estaba vinculada a Santiago de Compostela, los burgueses de Santiago hicieron en 1801 una aduana de segunda clase. Entre los años 1840 y 1850 Carril tenía una población de 2170 habitantes aproximadamente, estos estaban en unas 250 casas que había en la villa, en la Isla de Cortegada y en dos barrios más pertenecientes a Carril.
En 1870 los viveros de ostras habían perdido su producción y fueron sustituidos por viveros de Mejillón iniciándose la miticultura en Galicia, según indica D. Mariano de la Paz Graell  "Exploración científica de las costas del departamento marítimo de Ferrol"

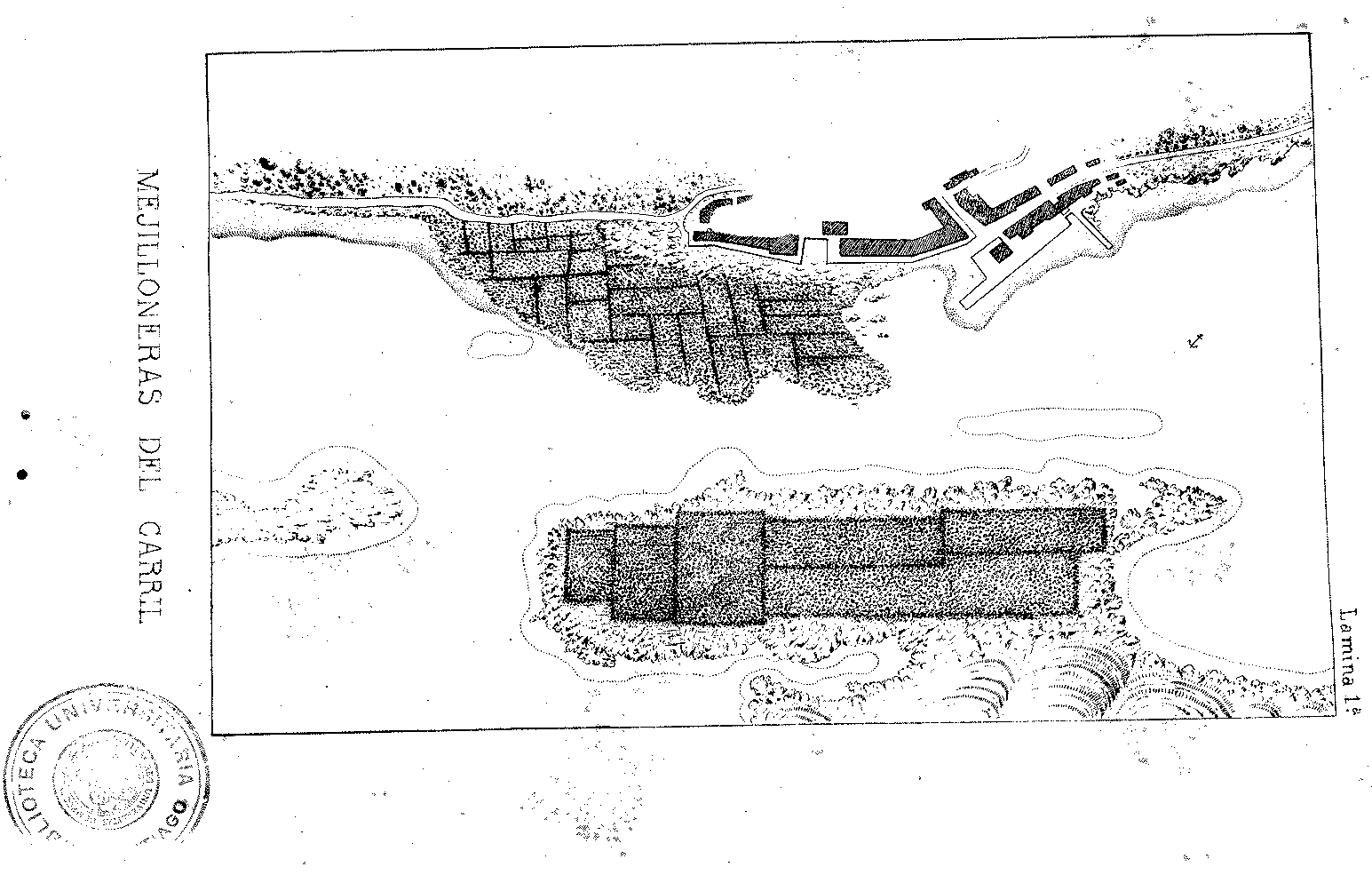
Mejilloneras del Carril

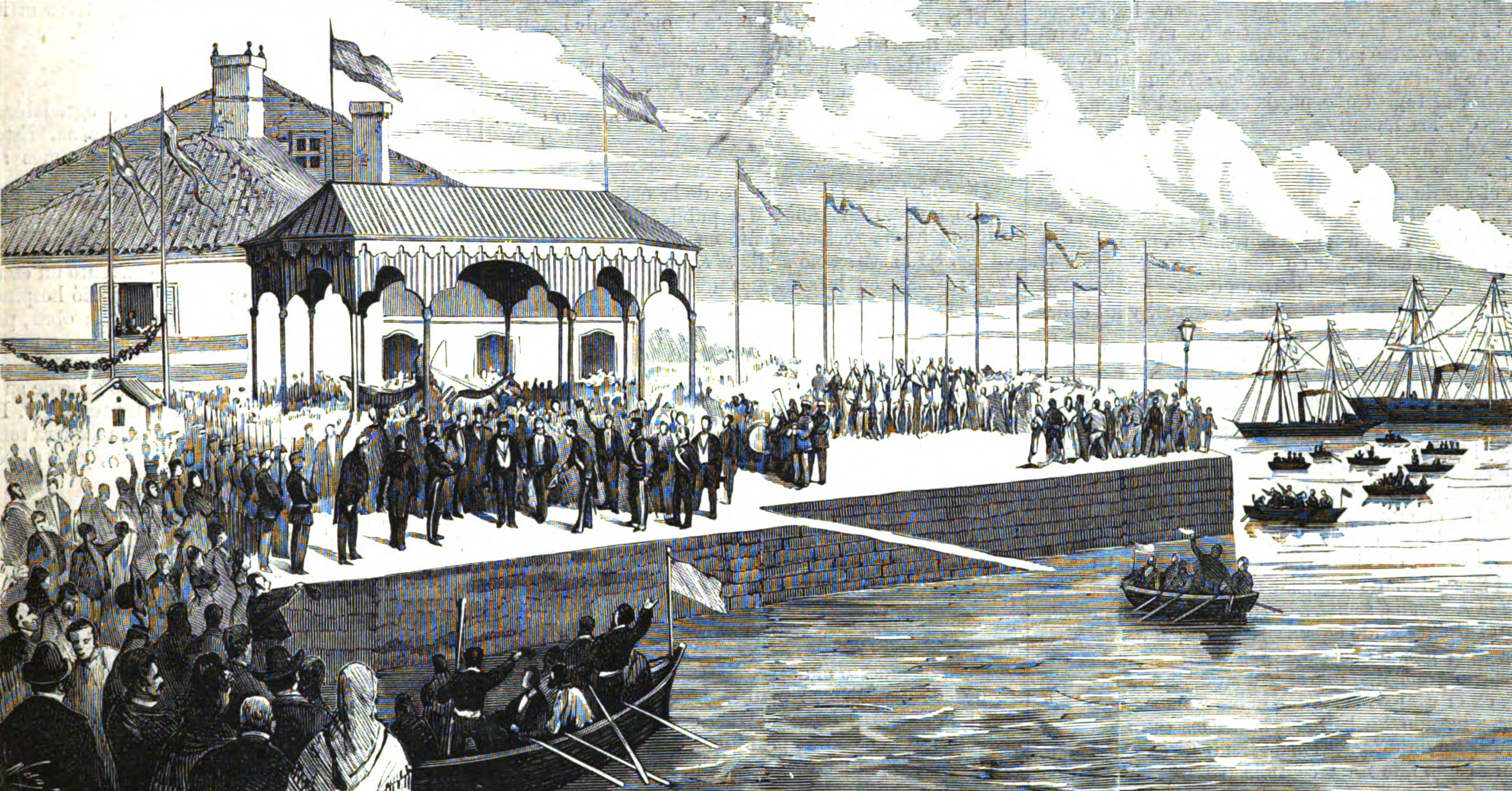
Muelle de Carril el 24 de julio de 1877, ante la llegada del monarca Alfonso XII en una visita real.

El 15 de septiembre del año 1873 se inaugura el tramo de ferrocarril entre Conjo (actualmente anexionado al municipio de Santiago de Compostela) y Carril, siendo el primer tramo ferroviario de Galicia.
En 1888 con la ampliación del puerto de Villagarcía se trasvasaron la Aduana y las Casas Consignatarias. Los problemas que tenía Carril le fueron llevando a deudas y otros problemas que acabaron con la anexión de Carril y Villajuán a Villagarcía en 1913.[cita requerida]

### El municipio de Carril
Con la Carta Magna aprobada en 1812 por las Cortes de Cádiz comenzaron a existir los ayuntamientos en España, con lo que se ponía fin al antiguo régimen:
- Hasta 1812 la jurisdicción de Carril comprendía la isla de Cortegada, Carril centro y Carril aforas (Carril afueras).
- En 1813 y 1814 Carril era dueño de las mismas tierras que en 1812, más Bamio, Carril era un municipio independiente. En el actual municipio de Villagarcía de Arosa había cuatro términos municipales: Sobrán (actual Villajuán), Rubianes, Villagarcía de Arosa y Carril. Todos pertenecientes a la provincia de Santiago.
- En julio de 1814 el rey Fernando VII hizo que España volviera al absolutismo, por lo tanto dejaron de existir los ayuntamientos.
- Seis años después, en 1820 volvieron a existir los términos municipales, Santiago de Carril contaba con los mismos territorios que en 1813, esto duró tan solo tres años, fue el Trienio Liberal. Para entonces ya no existía la provincia de Santiago de Compostela, Carril pertenecía a la provincia de Vigo.
- De 1823 a 1835 volvió el absolutismo.
- En 1835, con la regencia de María Cristina volvieron a existir los términos municipales, esta vez ya definitivamente. Hubo cambios, el actual municipio de Villagarcía de Arosa se dividía en tres municipios: Villajuán, Villagarcía de Arosa y Carril. Rubianes dejó de ser independiente. Además ya no pertenecían a la provincia de Vigo, pertenecían a la actual provincia de Pontevedra.
- De 1836 a 1913 Carril se extendía por Cortegada, Bamio, y los dos núcleos actuales de Carril.Villagarcía de Arosa desde Carril

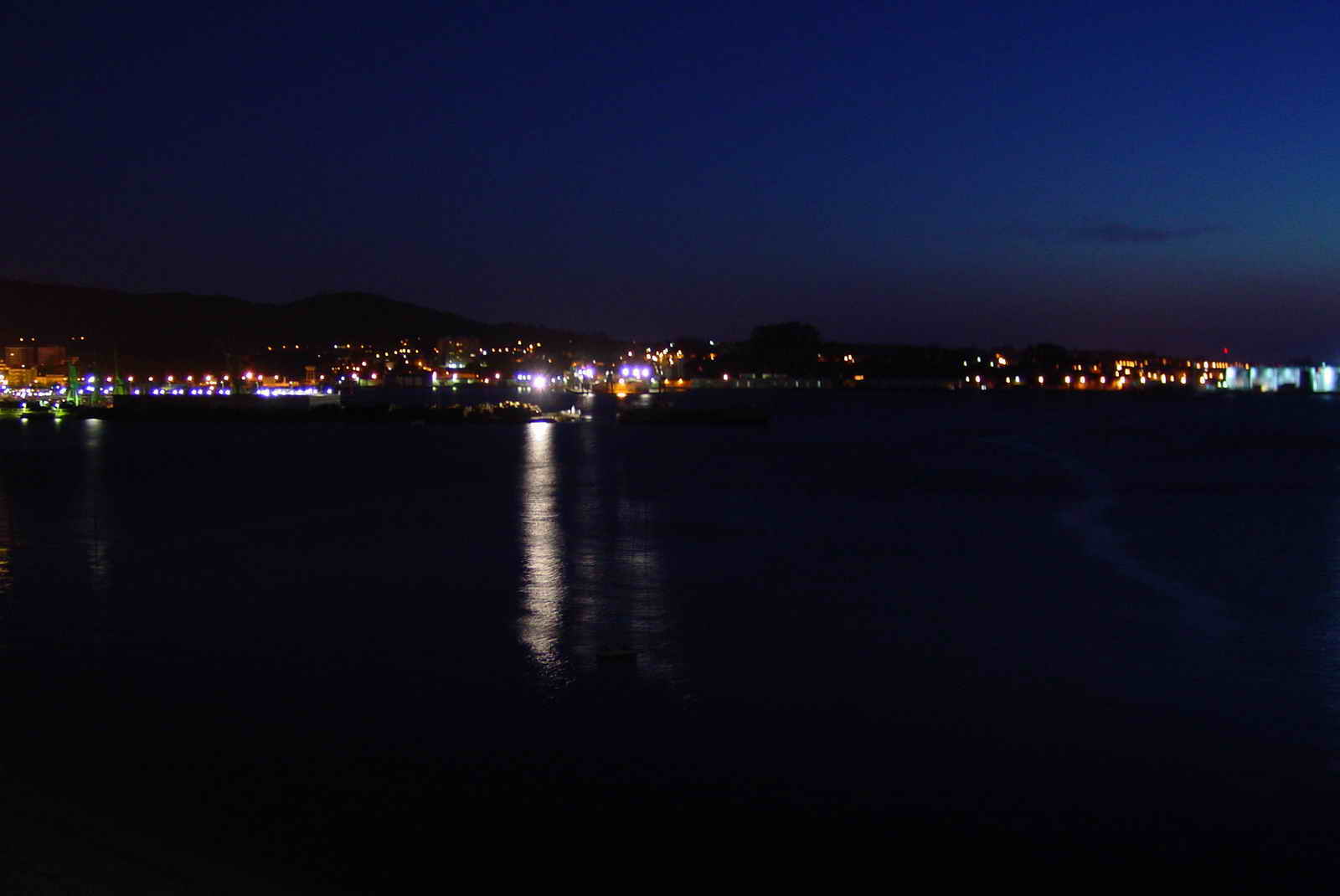
Villagarcía de Arosa desde Carril

- En 1913 Santiago de Carril, en contra de la mayoría de vecinos, pasó a ser de Villagarcía de Arosa, incluso se sucedieron asaltos a términos municipales y al igual de Villajuán de Arosa, los tres anteriores municipios sumaban entre sí más de 14 000 habitantes. Desde entonces hasta la actualidad Carril ha sido una localidad sin ayuntamiento propio. El motivo de la anexión entre estas tres localidades estaba en los problemas que tenían Carril y Villajuán, que con el paso de los años fueron perdiendo importancia.
- En 1925 el pueblo intenta recuperar su independencia política y restaurar su estatus como ayuntamiento independiente, no se logra tal propósito debido a las trabas legales y al ayuntamiento de Villagarcía.[cita requerida]

## Geografía
Carril se extiende por una superficie de 4,3 km², lo que equivale al 8,98 % de la superficie total del municipio.
Su territorio se extiende por el casco urbano, las playas, las islas Cortegada, Malveiras y Briñas y 259 ha del Monte Xiabre.
Está al norte de la ciudad de Villagarcía de Arosa, pero más al sur que otras parroquias como Bamio. Para acceder ni siquiera hay que abandonar la población, ya que se va por la avenida de Rosalía de Castro continuamente.

## Geografía humana

### Demografía
| Gráfica de evolución demográfica de Carril entre 1842 y 1910 |
| |
| Población de derecho según los censos de población del INE Población de hecho según los censos de población del INEEntre el censo de 1920 y el anterior, este municipio desaparece porque se agrupa en el municipio 36060 (Villagarcía de Arosa) |

Carril tenía una población según el padrón municipal de 2007 de 3066 habitantes, dividiéndose por sexos de la siguiente manera:
- Varones: 47,98 %, 1471 hombres.
- Mujeres: 52,02 %, 1595 mujeres.

La población tiene uno de los mayores crecimientos de todas las parroquias de Villagarcía de Arosa, dado que la mayor parte disminuyen, aun así el municipio sigue creciendo sobre todo gracias a la capital Villagarcía de Arosa.
Tiene la tercera densidad de población más alta del municipio con 713,02 hab./km², solo superada por las parroquias de Arealonga y Sobradelo.

### Transporte

#### Tren
Línea de Renfe Media Distancia: La Coruña-Vigo Guixar. La parroquia tiene una parada facultativa en el Apeadero de la playa de Compostela. Esta estación era la cabecera de la primera línea de ferrocarril de Galicia.

#### Autobús
La empresa Pereira gestiona la línea de autobús urbano Carril-Villajuán. Varios autobuses interurbanos hacen parada en Carril, entre ellos la línea a Santiago de Compostela.

#### Bici
El municipio de Villagarcía, dispone de una red de bicicletas públicas llamada VaiBike. La parroquia de Carril dispone de un estacionamiento en la Praza da Liberdade. El sistema fue paralizado en 2012 y reanudó sus servicios en 2014.

## Cultura

### Gastronomía

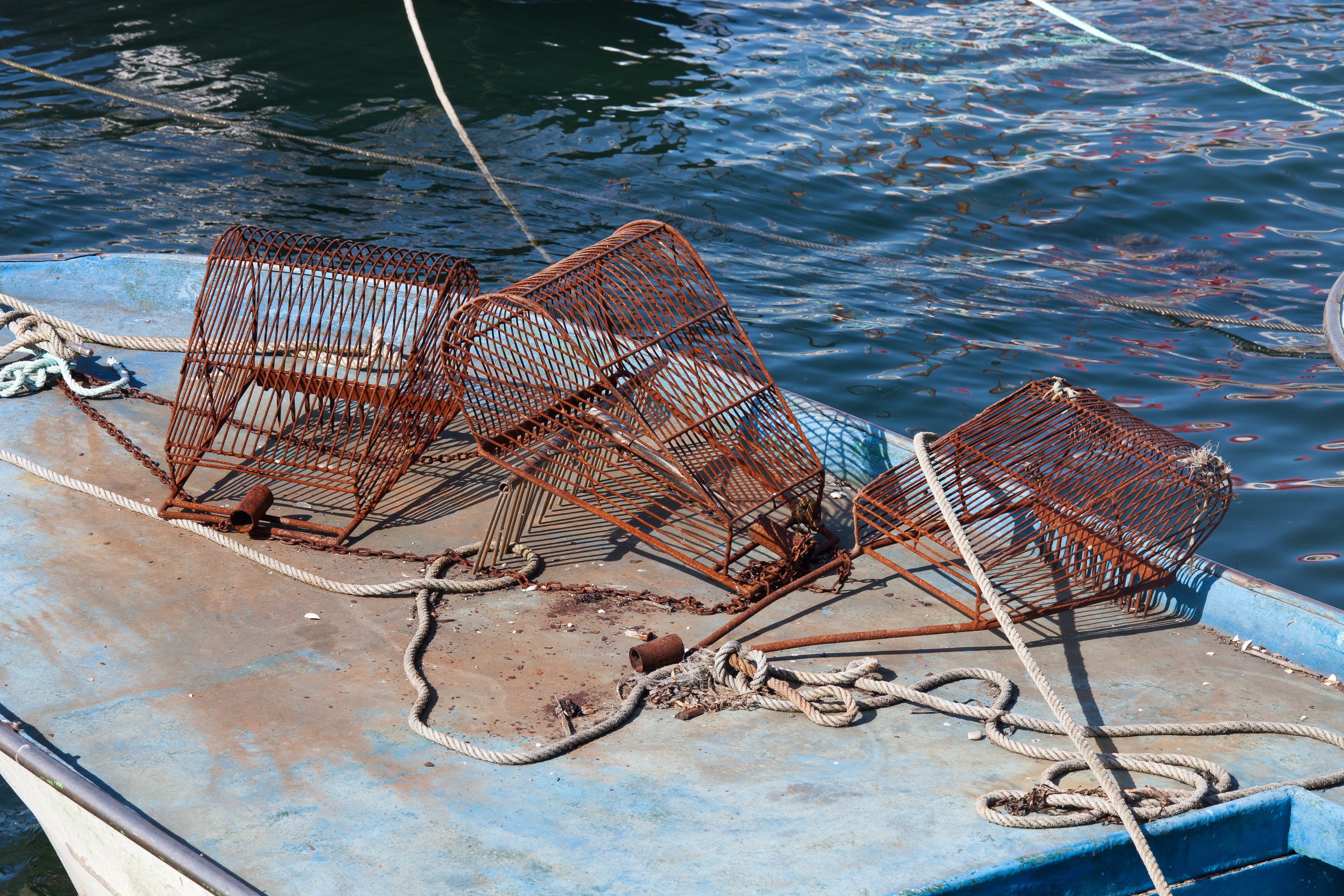
Aparejos de pesca

La alimentación que está basada en pescados y mariscos, como las almejas a la marinera. 

### Música
La Danza de las Espadas (Farsa) es una representación folclórica, que dentro de las denominadas danzas blancas que se extienden por Galicia, tiene elementos autóctonos que hacen que se distinga del resto. Es una de las danzas vinculadas al sector marinero y única en realizarla en honor al patrón de España. "O virapé" es otra representación folclórica de Carril.[cita requerida]
Es cuna gaiteros, todos ellos pupilos de Agustín Lorenzo Moure. Entre ellos se encuentran Os Xirifeiros, Airiños do Carril, Malveiras (asociación que cuenta con uno de los grupos de baile tradicional más importantes de Galicia). Además de tener integrantes en otras formaciones de renombre como Brisas do Río Ulla o Garandoiro. 

### Festividades

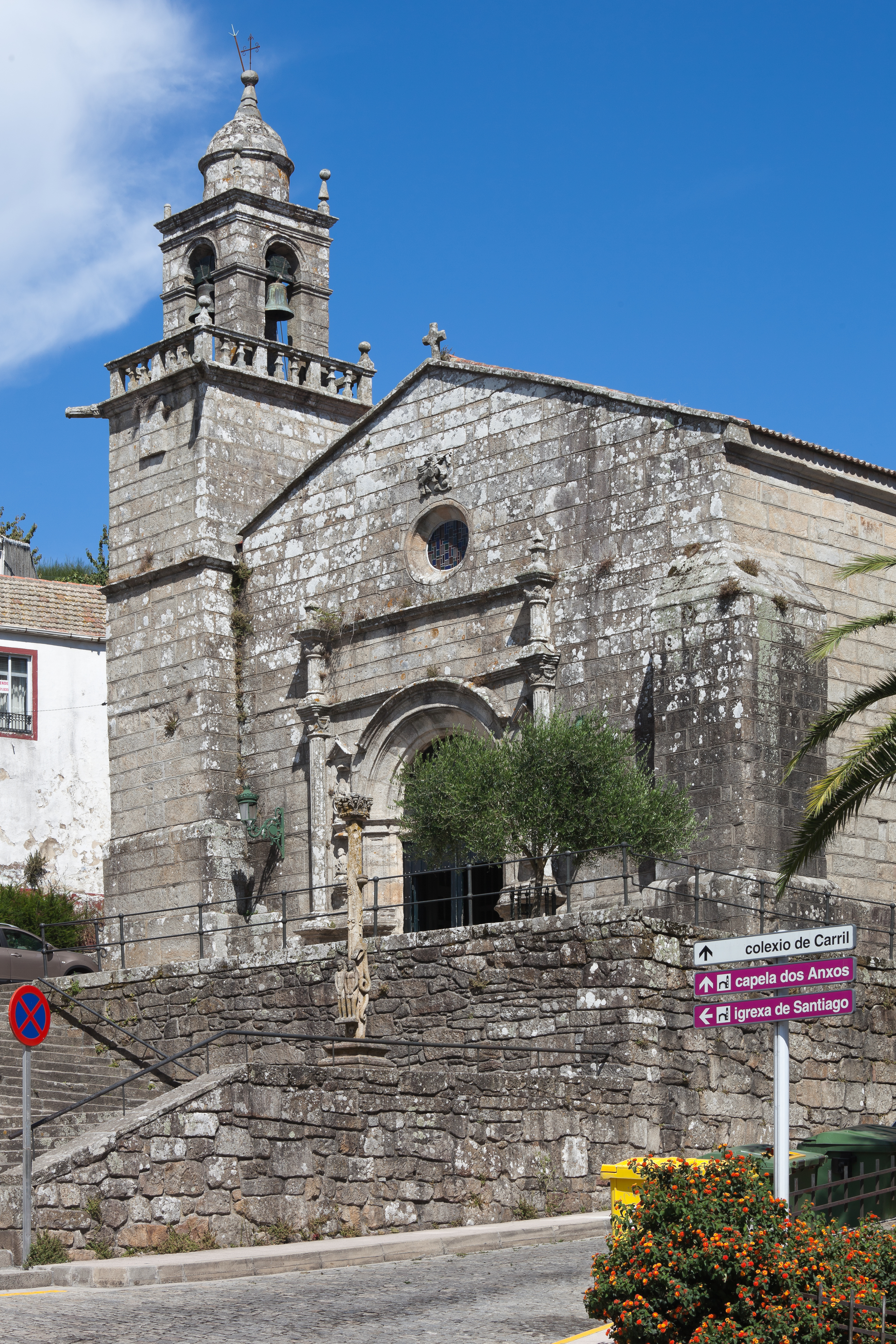
Iglesia parroquial

Se celebran la Festa da Ameixa, en castellano Fiesta de la Almeja, y la Farsa o Danza de las Espadas, una de las manifestaciones folclóricas más viejas y vistosas del municipio. Esta localidad posee un gran número de celebraciones, muchas de las cuales de índole religiosa:
- Entierro de la sardina (Miércoles de ceniza)
- Semana Santa
- Corpus Christi
- Sagrado Corazón de Jesús
- San Antonio (13 de junio)
- Fiesta de la Virgen del Carmen (16 de julio)
- Fiesta de Santiago Apóstol, patrón de la parroquia (24-25 de julio)
- Fiesta de San Fidel (siguiente fin de semana al Apóstol)
- Romería de San Roque (segundo domingo de agosto)
- Fiesta de la Almeja (finales de agosto)
- Inmaculada Concepción (8 de diciembre)

## Lugares de interés

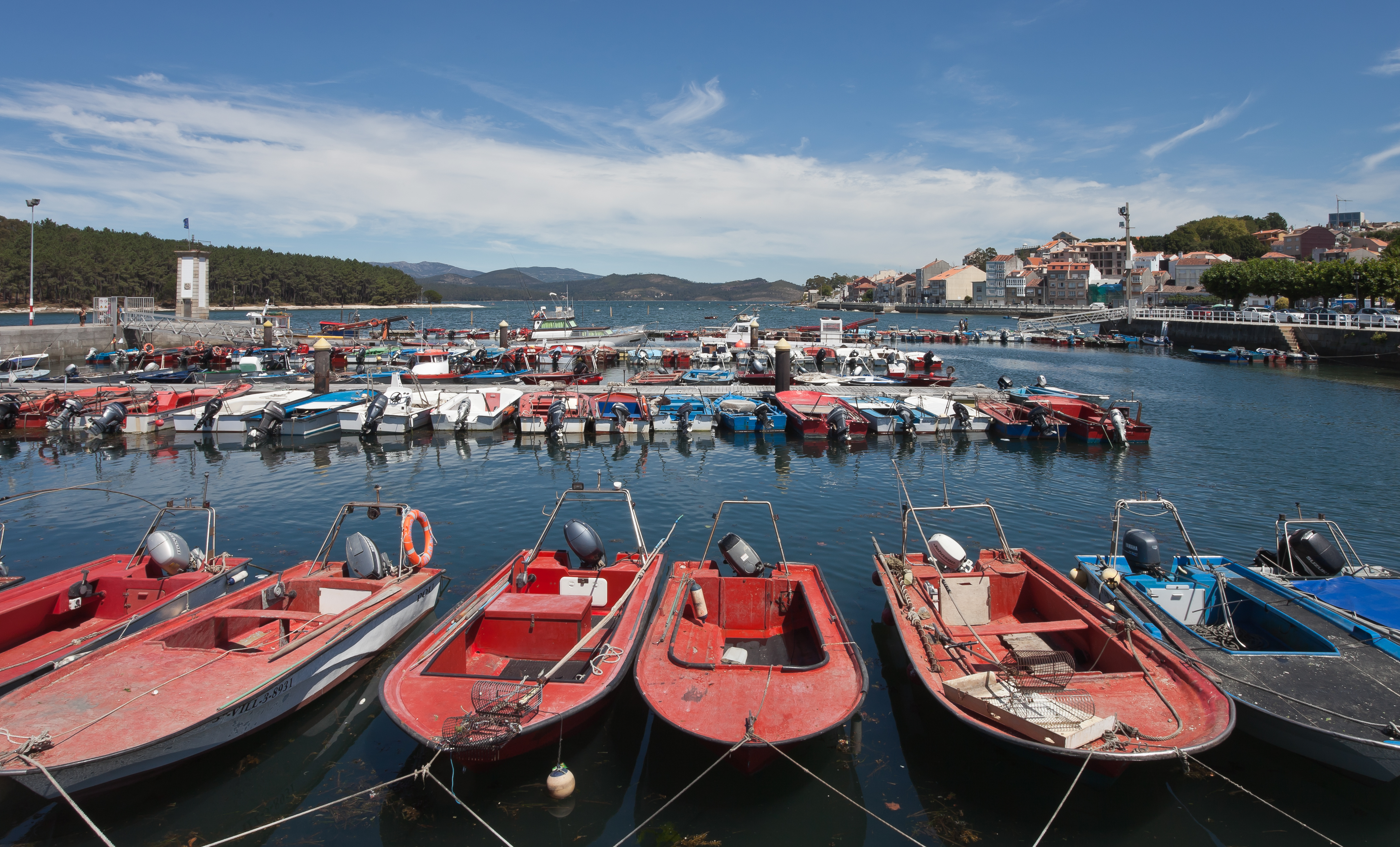
Puerto de Carril

- Puerto de CarrilLa playa de Compostela se extiende por la parroquia de Carril, lo que atrae a personas de la zona en verano.
- Los viveros de almeja y berberecho.
- Vistas de la Ría de Arosa desde el monte de San Roque.
- El Monte Xiabre, 159 hectáreas distribuidas por las comunidades de Trabanca Sardiñeira y Guillán.
- Isla de Cortegada, cuyo bosque de laurisilva está considerado como el último de Europa y que pertenece al parque nacional de las Islas Atlánticas de Galicia.[cita requerida]